# Westfield Fashion Square
Westfield Fashion Square, anteriormente conocido como Sherman Oaks Fashion Square, es un centro comercial en el área de Sherman Oaks en Los Ángeles, California (Estados Unidos). Es operado por The Westfield Group. Sus tiendas anclas son Bloomingdale's y Macy's.
Originalmente, su tienda ancla fue Bullock's desde 1962, Sherman Oaks Fashion Square se unió a Sherman Oaks Chamber of Commerce en 1976, un año antes de que The Broadway se convirtiera en una tienda ancla. 18 años después, el centro comercial sufrió serios daños causados por el terremoto de Northridge de 1994, pero fue reconstruido. En 1996, ambas tiendas fueron cerradas y cambiaron de nombre: Bullock's se convirtió en una tienda Macy's y The Broadway se convirtió en Bloomingdale's debido a que Federated Department Stores comprara a Carter Hawley Hale Stores, una empresa hermana de The Broadway, el mismo año. The Westfield Group adquirió la mitad del centro comercial en 2002, y en junio de 2005 se le cambió el nombre de "Westfield Shoppingtown Fashion Square", a "Shoppingtown".

## Tiendas anclas
- Bloomingdale's (220,000 sq. ft.)
- Macy's (280,535 sq. ft.)